# Театр Королівський двір
Театр «Королівський двір» (англ. Royal Court Theatre) — лондонський театр, відомий у світі як прогресивний центр нової сучасної драматургії в Англії — new writing. Заснований у 1956 році.

## Цікаві факти
- На сцені театру «Королівський двір» дебютувала п'єса Джона Осборна «Озирнися у гніві», що стала маніфестом нового покоління британських драматургів 1960–1980-х.